# Svenskt biografiskt lexikon
Svenskt biografiskt lexikon (SBL) är ett svenskt personhistoriskt uppslagsverk, ett standardverk  byggt på vetenskaplig källforskning, vars utgivning påbörjades 1917. Sedan 1962 utges lexikonet i statlig regi, sedan 2009 en del av Riksarkivet. Sedan 2012 finns lexikonet tillgängligt på Internet.

## Förhistoria
Bland föregångare i Sverige kan nämnas Georg Gezelius, "Försök til et biographiskt lexicon öfver namnkunnige och lärde svenske män" (4 band, 1778–87) och det av Vilhelm Fredrik Palmblad och Peter Wieselgren med flera utgivna "Biographiskt lexicon öfver namnkunnige svenska män" (23 band, 1835–57; ny upplaga av de 8 första banden 1874–76) med fortsättningen "Svenskt biografiskt lexikon. Ny följd" (10 band, 1857–92, redigerat av Harald Wieselgren, Christopher Eichhorn, Elof Tegnér, Otto Sjögren och Karl Fredrik Werner. Svenskt biografiskt lexikon har föregångare av varierande format, bland annat Herman Hofbergs Svenskt biografiskt handlexikon (1873–1876), vilket finns tillgängligt i sin helhet på Projekt Runeberg på webben.

## Organisation
Svenskt biografiskt lexikon utgavs från början av Bonniers, och var planerat att vara mindre omfattande än vad det sedan utvecklade sig till.
Den statliga förvaltningsmyndigheten Svenskt biografiskt lexikon inrättades 1962, sorterade under Kulturdepartementet och hade enligt sin instruktion till uppgift att fortsätta och slutföra utgivandet av verket Svenskt biografiskt lexikon. Huvudredaktören var myndighetschef.
Från och med årsskiftet 2009 upphörde SBL som egen myndighet och är numera en avdelningen inom Riksarkivet.
Redaktörer för SBL under de tidigare decennierna har varit Bertil Boëthius och Bengt Hildebrand, samt huvudredaktörer efter att lexikonet blev statlig myndighet Erik Grill, Birgitta Lager-Kromnow och Göran Nilzén, samt sedan 2002 Åsa Karlsson. Bland andra till lexikonet knutna personer kan nämnas medeltidsgenealogen Hans Gillingstam som under många år var redaktör, samt professor Simon Boëthius, som var medlem av dess redaktion.

## Utgivning
Biograferade i SBL är vid biografiskrivningstillfället avlidna svenskar (eller utlänningar verksamma i Sverige eller i svensk tjänst), som ”gjort betydelsefulla insatser inom samhälls- och kulturlivets alla områden” från äldsta tid till idag. Med ”Sverige” avses under den biograferades livstid gällande gränser, och exempelvis i Finland verksamma personer biograferas alltså om deras verksamhet till väsentlig del inföll före 1809. Artiklarna är författade av ledande specialister inom varje område. Endast avlidna kan numera bli biograferade, men i de tidigare volymerna (till och med band 11) förekom även artiklar om levande personer. Utöver artiklar om personer förekommer även utredande släktartiklar. Artiklarna innehåller ofta fullständiga förteckningar över de biograferade personernas produktion av tryckta arbeten, musikalier och liknande, samt utförliga käll- och litteraturhänvisningar.
Svenskt biografiskt lexikon ges ut i band, och fram till dess att fullt innehåll finns för ett band, i fem enskilda häften. Det första hela bandet utgavs av Bonniers 1918. till och med 2024 hade 24 fulla volymer utkommit med över 9.000 person- och släktartiklar. Dessutom hade fem häften till det kommande band 34 utgivits, det senaste häfte nummer 170 som innehåller Swenson–Swensson (2019). SBL är, näst efter Svenska Akademiens ordbok, det största uppslagsverket i Norden. År 2022 utgavs häfte 173 Saeden-Söderberg och i februari 2025 utkom häfte 174 med artiklar till och med Tandberg.
Band 1–31 finns också tillgängliga på en samlings-CD-ROM, utgiven 2004. Sedan verket lades ut på nätet i mars 2012 finns den dock inte längre till försäljning. 
Svenskt Biografiskt Lexikon beräknas att omfatta 38 band, när det blir färdigställt mer än etthundra år efter det att utgivningen påbörjades.

## Redaktörer
- 1–10 Bertil Boëthius
- 11–15 Bengt Hildebrand
- 16–22 Erik Grill
- 22–24 Birgitta Lager-Kromnow
- 25–31 Göran Nilzén
- 32–     Åsa Karlsson

## Andra länder
Motsvarande nationella biografiska uppslagsverk finns i många andra länder, exempelvis:
- Dansk biografisk leksikon
- Norsk biografisk leksikon
- Suomen kansallisbiografia (Finlands nationalbiografi) utgavs 2003–2007 i tio band.
- Biografiskt lexikon för Finland (BLF) påbörjades 2008, i fyra band.
- Dictionary of National Biography, Storbritannien